# Dixie Arrow
Die Dixie Arrow war ein US-amerikanischer Tanker während des Zweiten Weltkriegs.

## Geschichte
Der 1921 in Dienst gestellte und seit 1935 von der Socony-Vacuum Oil Company betriebene Tanker transportierte im März 1942 rund 86.136 Barrel Rohöl von Texas City, Texas, nach Paulsboro, New Jersey. Er fuhr allein und unbewaffnet die US-amerikanische Ostküste nach Norden entlang, als er auf das deutsche U-Boot U 71 traf. Die im Zickzackkurs fahrende Dixie Arrow wurde um 14:59 Uhr von zwei Torpedos auf der Steuerbordseite getroffen und sank (Lage) zwei Stunden später. Dabei kamen 11 Seeleute der 33 Männer umfassenden Besatzung ums Leben.